# Stazione di Rivisondoli-Pescocostanzo
Stazione di Rivisondoli-Pescocostanzo vasútállomás Olaszországban, Rivisondoli településen.

## Vasútvonalak
Az állomást az alábbi vasútvonalak érintik:
- Sulmona–Carpinone-vasútvonal

## Kapcsolódó állomások
A vasútállomáshoz az alábbi állomások vannak a legközelebb:
- Stazione di Palena
- Stazione di Roccaraso